# Општина Ново Село
Општина Ново Село је једна од 10 општина Југоисточног региона у Северној Македонији. Седиште општине је истоимено село Ново Село.

## Положај
Општина Ново Село налази се у крајњем југоисточном делу Северне Македоније, на тромеђи са Бугарском (исток) и Грчком (југ). Са других страна налазе се друге општине Северне Македоније:
- север — Општина Берово
- југозапад — Општина Струмица
- запад — Општина Босиљово

## Природне одлике
Рељеф: Општина Ново Село већим делом припада области Струмичког поља, које је равно и плодно. Северни део општине је у области планине Огражден, а јужни део је северна подгорина планине Беласице.
Клима у општини је топлија варијанта умерене континенталне климе због утицаја Средоземља.
Воде: Река Струмица је најзначајнији водоток у општини и сви мањи водотоци се уливају у ову реку.

## Становништво
Општина Ново Село имала је по последњем попису из 2002. г. 11.567 ст., од чега у седишту општине 2.756 ст. (24%). Општина је средње густо насељена.
Национални састав по попису из 2002. године био је:
|           | Број   | Постотак |
| Укупно    | 11.567 | 100%     |
| Македонци | 11.509 | 99,5%    |
| Срби      | 25     | 0,2%     |
| остали    | 33     | 0,3%     |

## Насељена места
У општини постоји 16 насељених места, сва са статусом села:
| - Ново Село - Бадолен - Бајково - Барбарево | - Борисово - Дражево - Зубово - Колешино | - Мокријево - Мокрино - Ново Коњарево - Самуилово | - Смолари - Старо Коњарево - Стиник - Сушица |  |